# Christopher Pethick
Christopher John Pethick (* 22. Februar 1942) ist ein britischer Physiker, der sich mit quantenmechanischer Vielteilchentheorie befasst.
Pethick studierte an der Universität Oxford, wo er 1962 seinen Bachelorabschluss machte und 1965 zum D. Phil. promoviert wurde. Er war danach als Post-Doktorand am Magdalen College der Universität Oxford und an der University of Illinois at Urbana-Champaign, wo er 1970 Professor wurde. Im selben Jahr wurde er Sloan Research Fellow. 1973 wurde er gleichzeitig Professor an der Nordita, dessen Direktor er von 1989 bis 1994 war. Heute ist er am Niels-Bohr-Institut in Kopenhagen (mit dem die Nordita eng verbunden war, bevor sie nach Stockholm umzog).
Pethick befasst sich theoretisch mit der Tieftemperatur-Quantenflüssigkeiten und -gasen wie flüssigem Helium oder Bose-Einstein-Kondensaten, mit Supraleitern sowie Verhalten von Kernmaterie bei hoher Dichte mit entsprechenden Anwendungen in der Astrophysik zum Beispiel bei Supernovae oder bei Neutronensternen (zum Beispiel deren Abkühlung).
2008 erhielt er mit Gordon Baym und Tin-Lun Ho den Lars-Onsager-Preis und 2011 den Hans-A.-Bethe-Preis. 2013 wurde er zum auswärtigen Ehrenmitglied der American Academy of Arts and Sciences gewählt. Für 2015 wurde ihm die Feenberg-Medaille zugesprochen für Pionierbeiträge und grundlegende Einsichten in der Vielteilchenphysik in unterschiedlichen physikalischen Systemen von ultrakalten Atomen und Quantenflüssigkeiten zu dichter Kernmaterie in Neutronensternen und Sternkollaps (Laudatio).  Seit 1977 ist Pethick Mitglied der Königlich Dänischen Akademie der Wissenschaften und seit 2003 der Norwegischen Akademie für Sprache und Literatur. Seit 1985 ist er Fellow der American Physical Society. 2016 wurde er zum Mitglied der American Philosophical Society gewählt.

## Schriften
- mit Gordon Baym: Landau Fermi Liquid Theory. Wiley 1991, ISBN 978-3-527-61716-6.
- mit H. Smith: Bose-Einstein Condensation in dilute gases. Cambridge University Press 2002, 2008, ISBN 978-0-521-84651-6.